# 鷺ノ森城
鷺ノ森城（さぎのもりじょう）は、愛媛県西条市壬生川（にゅうがわ）にあった日本の城。鷺森城・鷺の森城とも書く。

## 概要
大曲川の河口近くの標高3メートルほどの低湿地帯に造られた平城で、北側は海に接し、東・西・南側にも堀を巡らしていた。現在は鷺森神社境内となり、堀と土塁が残る。
室町時代の応永年間（1394年-1427年）に、伊予国の守護・河野氏の河野通之が、東予地方の宇摩郡・新居郡の国人が讃岐国の細川氏と気脈を通じて攻め入るのを防ぐため、温泉郡から呼び寄せた桑原通興に築城させた。桑原氏には壬生川氏と名を改めさせた。これ以降、壬生川氏は、周布郡の剣山城主・黒川氏や、新居郡の金子城主・金子氏と争うことになった。
壬生川（桑原）通国が城主を務めていた1573年（元亀3年）、阿波国の大名・三好氏の伊予侵攻に際して湯築城の河野通直が入城し、これまで敵対してきた剣山城主・黒川氏とも連合して三好勢のいる新居郡氷見村（現在の西条市氷見）を攻め、三好勢を敗走させた。
しかし1575年（天正3年）、再び敵対した黒川氏の黒川通博と、金子城主・金子元宅の軍の攻撃を受け、壬生川通国は戦死、跡を継いだ壬生川（桑原）泰国は金子氏の傘下に入った。
1585年（天正13年）、豊臣秀吉の四国平定に際し、鷺ノ森城は小早川隆景軍の攻撃を受けて落城した。